# Вербицька Лариса Вікторівна
Лариса Вікторівна Вербицька (нар. 30 листопада 1959, Феодосія, Кримська область, УРСР) — радянська і російська диктор і телеведуча, Заслужена артистка Росії (2004), ведуча телевізійної програми «Добрий ранок» (з липня 1987 по травень 2014 року) на радянському і російському телебаченні.

## Життя і кар'єра
Народилася 30 листопада 1959 року у Феодосії Кримської області, але побачила її тільки в 12 років, коли батьки захотіли показати, де вона народилася. 
Батько в неї був військовим, його перевели до Кишинева. Мати працювала старшою операційною медсестрою. Мама виховувалася в дитячому будинку, в 1946 році від голоду у неї померли батьки, в родині було семеро дітей.
Навчалася в англійській школі у Кишиневі, на курсах вивчення англійської мови. Її батьки хотіли, щоб вона вчилася в Інституті міжнародних відносин. займалася спортом: акробатикою, плаванням, підводним плаванням, стрибками у воду, потім легкою атлетикою.
Після школи закінчила факультет російської мови та літератури Кишинівського державного педагогічного інституту імені Іона Крянге.
З 1982 року вона диктор Кишинівського телебачення.
У 1987 році стала ведучою програм групи ведучих Служби випуску Дирекції ранкового телеканалу ВАТ «Перший канал» у Москві.
Брала участь у дикторському конкурсі і потрапила на місце єдиної жінки-диктора на молдавському телебаченні; надалі працювала на Центральному телебаченні. Вона віце-президент Ліги професійних іміджмейкерів.
З 2017 року майстер курсу «Ведучий телевізійних програм» у МЦПО при телецентрі «Останкіно» у Москві.
З 14 квітня 2018 року — одна із телеведучих короткої пізнавальної програми «Щоденник активного життя» на телеканалі «Домашній» (Росія).

## Особисте життя
- Син: Максим (нар. 1979[2]) юрист, має свою юридичну фірму
- 2-й чоловік — Олександр Володимирович Дудов — телеоператор ВГТРК, режисер рекламних, документальних і науково-популярних фільмів.[3]
  - Донька: Інна (нар. 1990) закінчила школу, займалася балетом, малювала, займалася з мамою верховою їздою та плаванням, баскетболом, мріяла бути дизайнером, потім хотіла вступити до Інститут Патріса Лумумби на факультет зв'язків з громадськістю

## Нагороди
- Орден Дружби (27 листопада 2006 року) — за великий внесок у розвиток вітчизняного телерадіомовлення та багаторічну плідну діяльність[4].
- Заслужений артист Російської Федерації (10 березня 2004 року) — за заслуги в галузі мистецтва[5].